# Paull Holme Tower
Paull Holme Tower je neobvyklá pozdně středověká opevněná věž v severní Anglii, v oblasti zvané East Riding of Yorkshire. Původně patřila ke středověkému panskému sídlu, centru panství, které vlastnil rod Holme. Byla jednou z celé řady věží postavených na východním pobřeží Anglie. Měly sloužit jako symbol společenského postavení majitele a poskytovat luxusní bydlení. Rod Holme toto panství vlastnil od 13. století.

## Historie
Věž leží zhruba 1,6 kilometru na východ od vesnice Paull, v prostoru obdélníkového tvaru obehnaném vodním příkopem, jak bylo zvykem sídla chránit ve 13. a 14. století. Pochází však z počátku století patnáctého.
John Holme tento majetek zdědil přibližně v roce 1405 a věž měla připomínat jeho sňatek s Elizabeth Wasteneyovou, jak napovídá kombinovaný erb obou rodů na stěně.

## Popis věže

### Původní stav

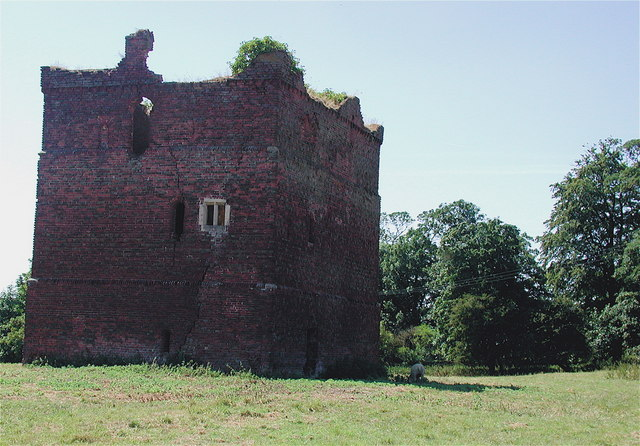
Fotografie z roku 2006

Věž původně neměla stát o samotě, tvořila součást většího středověkého sídla (pravděpodobně postaveného ze dřeva), které stálo v severní části výše zmíněné plochy obehnané příkopem. Měla tři podlaží. V přízemí byla cihlová klenutá místnost s krbem, obytné prostory byly v patrech. Vchodu nechyběla padací mříž, kterou bylo možné spustit, i když záměrem majitele bylo, aby mříž věž spíše zdobila, než chránila.

### V době moderní

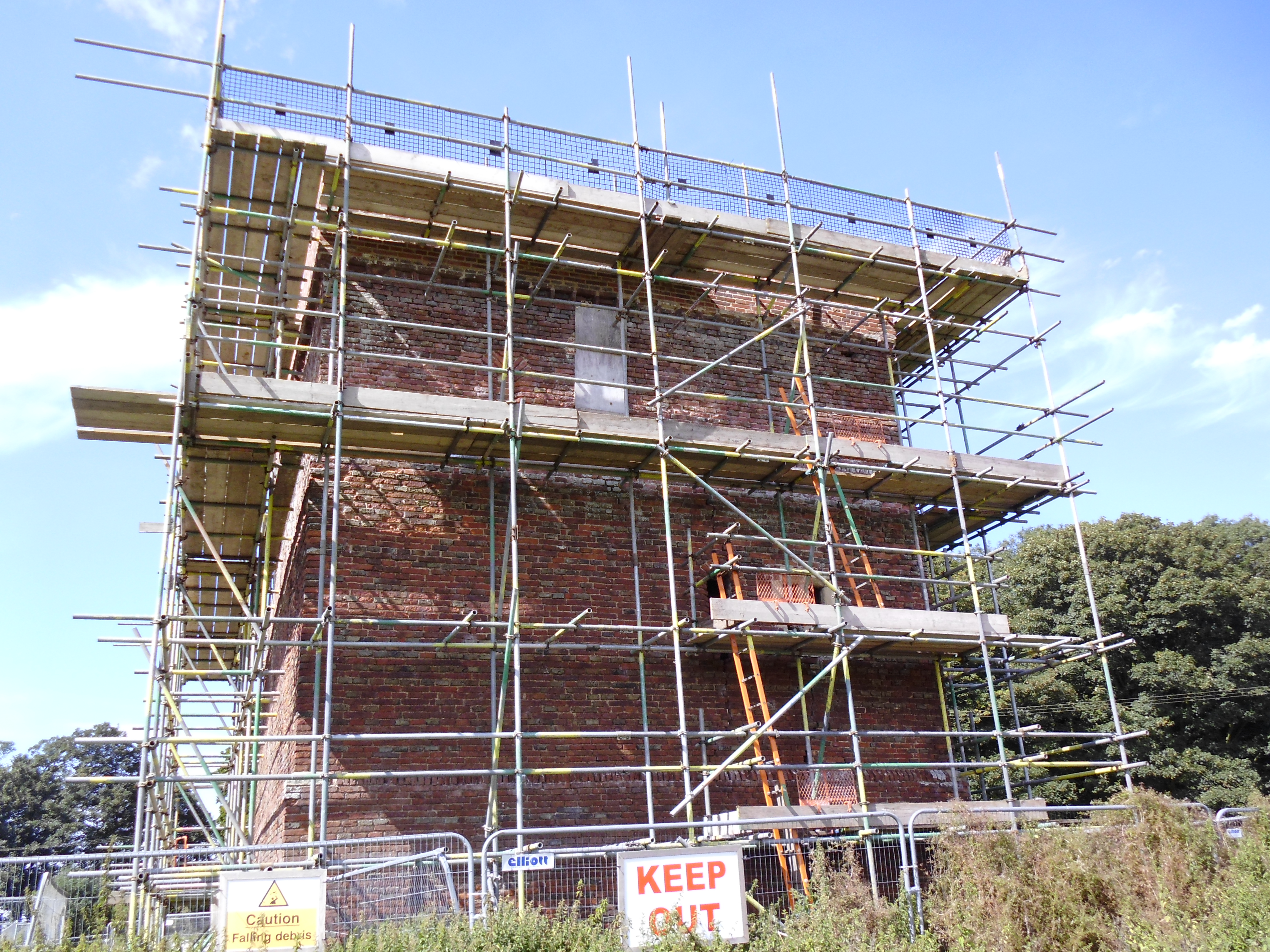
Stav věže v srpnu 2017 (zadní strana)

Věž byla poškozena už kolem roku 1640 za anglické občanské války, kdy ji poničila Cromwellova armáda. V 19. století přestala být obyvatelnou. Místní legenda praví, že v ní straší; zjevuje se tam duch býka, který v roce 1840 vylezl po schodech nahoru a pádem z věže se zabil.
V moderní době je Paull Holme Tower 9 metrů vysoká zřícenina na severním břehu řeky Humber. Jde stále o soukromý majetek.

### Rekonstrukce
Věž prošla velkými změnami v roce 1871; z této doby pocházejí okna, vchody; při jejich stavbě už nebyly použity cihly, ale kámen. Bryn Holme ji nechal přestavět na rozhlednu a letní venkovské sídlo. Místnosti však zůstaly velmi tmavé.
Od počátku 20. století věži chyběla střecha a v roce 2010 téměř ležela v ruinách. Organizace English Heritage (Anglické dědictví) označila její stav za velmi špatný. Jde přitom o památkově chráněnou stavbu. Grant z roku 2014 pomohl stavbu stabilizovat. Fotografie ukazuje stav věže během rekonstrukce v srpnu 2017.
Na vnější zdi je zobrazen tento erb.
|  |  |